# Bob Cleberg
Robert Andrew "Bob" Cleberg (Milwaukee, 28 mei 1929 - 28 juli 2018 Oregon) was een Amerikaans autocoureur. 
Hij schreef zich in 1960 en 1961 in voor de Indianapolis 500, maar wist zich beide keren niet te kwalificeren. De eerste race was ook onderdeel van het Formule 1-kampioenschap. Daarnaast startte hij ook in vier races in het USAC National Championship tussen 1959 en 1961. Hij behaalde hier één pole position tijdens de Bobby Ball Memorial in Phoenix in 1960.
Hij overleed in 2018.